# 인공지능 환경문제

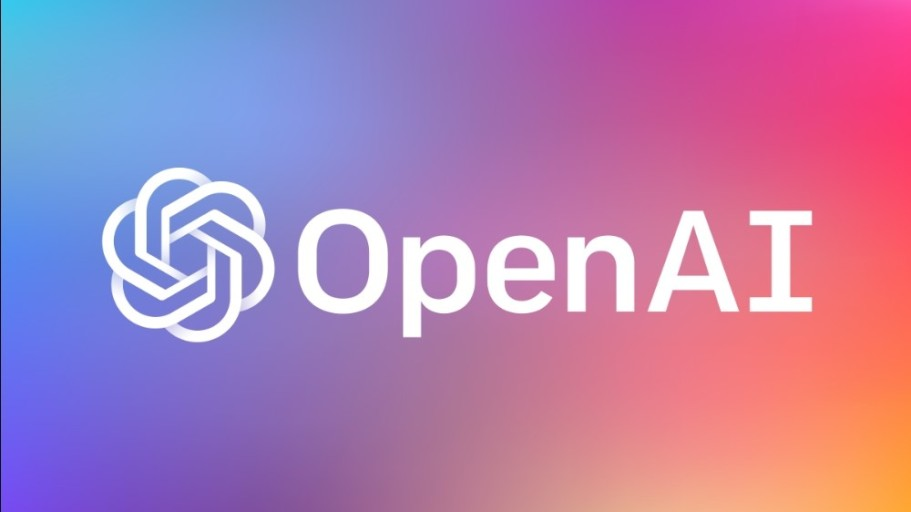

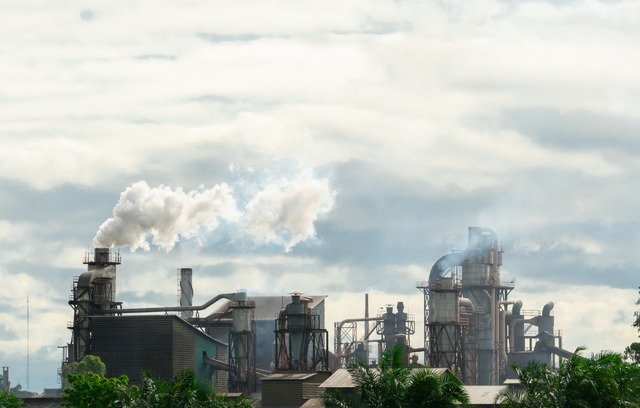

## 인공지능 현재 추이
- 기술적 한계에 봉착해 두 번의 빙하기(AI Winter)를 맞이했던 인공지능(AI) 기술은 최근 들어 하루가 다르게 빠른 속도로 발전하고 있다. 더욱이 AI 기술은 이제 우리가 인지하고 있는 거의 모든 영역에 걸쳐 확산되고 있다. 특히 최근 편의성과 업무 효율성을 극적으로 향상시키는 생성 AI 애플리케이션들이 대거 등장하면서 AI에 대한 대중적 관심이 폭발적으로 증가하고 있으며, 이제는 개인의 일상생활뿐만 아니라 기업들의 업무와 비즈니스에도 AI의 도입과 활용이 필수불가결한 요소로 자리잡고 있다.

- 이처럼 AI의 영향력이 확대되면서, AI 기술의 주도권을 차지하기 위한 글로벌 경쟁 또한 더욱 격화되고 있다. 주요국들은 AI 기술에 대한 도전적인 투자와 정책 추진을 통해 글로벌 리더십 선점에 박차를 가하고 있으며, 우리나라의 경우에도 글로벌 기술패권 경쟁 대응과 AI 초일류 국가 도약을 핵심 국정과제로 설정해 총력을 기울이고 있다.[1]
- 챗GPT를 비롯한 생성형 AI는 다양한 산업 분야의 기반을 바꾸고 있으면서 기업과 인간에게 큰 숙제를 안겨주고 있다. 이러한 숙제 중 하나인 인공지능의 발달로 우리에게 다양한 긍정적이고 부정적인 변화들이 일어나고 있지만 그 중 환경분야에 초점을 맞추고 싶다.
- 이렇듯 인공지능이 빠르게 발달하는 것과 동시에 다양한 환경문제가 제기되고 있다. 물론 인공지능을 통해서 환경을 보존할 수 있는 여러 방안들이 제시되고 있지만 반대로 인공지능으로 인해 환경에 악영향을 주는 사례 또한 많아지고 있다. 우리는 빠른 변화 속에서 인공지능을 더 긍정적인 방향에 사용될 수 있도록 다양한 대처 방안을 마련해야 한다.

## 인공지능이 해결하는 환경문제
과도한 플라스틱 배출량으로 인한 문제 해결을 위해 AI와 재활용의 접목이 대안으로 떠오르고 있다. 스타트업 '이노버스'가 개발한 AI 수거함 '쓰샘'은 사물인터넷(IoT) 기능을 활용해 1회용 플라스틱 컵을 분리수거 해주는 쓰레기통이다. 이용자가 투입구에 페트병을 넣으면 AI가 재활용 가능 여부를 판단하고 수거한다. 자동화 압축 시스템으로 대용량 페트병도 수집 가능하다. 일회용 플라스틱컵을 세척해주고 수집, 선별하는 '쓰샘 ReCUP'도 공공기관에 제공하고 있다. 재활용 여부를 알아서 판단해주고, 수거와 분류까지 자동으로 처리해 시간과 인건비를 줄여주는 효과도 있다. 이용자들은 재활용 후 지급된 포인트로 기부나 다양한 이벤트에도 참여할 수 있다. 이외에도 '수퍼빈'과 '네프론'이 새로운 방식의 순환경제를 추진하고 있다.

## 인공지능이 불러오는 환경문제
'생성형(Generative) AI'가 앞다퉈 출시되고 있는 경쟁 상황에서 에너지 소비와 온실가스 배출에 대한 문제가 제기되고 있다. 이들 AI의 훈련과정과 실제 이용자들의 이용 과정에서 에너지 소비는 피할 수 없다.

### 검색량에 따른 온실가스 배출
구글의 경우 검색을 한 번 하는 데 0.0003 킬로와트시(㎾h)의 에너지가 들어간다. 이때 300㎎의 이산화탄소(CO2)가 배출된다고 보면 된다. 구글에서 전 세계적으로 초당 4만 회, 연간 1조 3000억 회의 검색이 발생한다고 보면 이 검색 엔진을 통해 연간 약 40만 톤의 CO2가 배출되는 셈이다. 단순 검색이 아니라 생성형 AI를 이용하려면, 매번 4~5배 이상 더 많은 작업이 필요한 것으로 알려졌다. 기존 검색보다 챗 GPT를 이용하면 에너지 소비도, 온실가스 배출도 훨씬 많다는 얘기다. 국제에너지기구(IEA)에 따르면 세계적으로 데이터센터에서 배출하는 온실가스는 전체 온실가스 배출량의 1%를 차지한다. 온실가스 배출량 9위인 한국이 전 세계 배출량에서 차지하는 비중이 2%인 점을 고려하면 결코 적은 양이 아니다. 미국 에너지부에 따르면 데이터센터에서 소비되는 전력의 절반은 장비 운영에, 나머지 25~40%는 온도 조절 등 공조 시스템 운영에 들어간다.

### AI 훈련 시 에너지 투입
AI를 학습시키는 대규모 언어 모델(LLM)의 경우 단어 숫자가 기하급수적으로 늘어나면서 AI 훈련에 들어가는 에너지 소비도 그만큼 늘어나게 된다. 챗 GPT 개발을 위한 GPT-3 교육에서는 1287㎿h를 소비하고 550톤의 CO2를 배출했다. 2020년 6월 포브스(Forbes)지 보도에 따르면 옛 모델 GPT-2는 매개변수가 15억 개에 불과했지만, GPT-3는 1750억개로 늘었다. GPT-2는 400억 단어의 데이터 세트로 학습했는데, GPT-3는 약 5000억 단어의 가중 데이터 세트가 사용됐다. 또, GPT-2가 훈련하는 데는 수십 페타플롭(Petflop)-일(day)이 걸렸다. 특히, GPT-3는 6개월 동안 4789개의 서로 다른 버전의 모델을 거쳐 최종 모델이 만들었는데, 이 모델을 구축하는 데 총 35톤이 넘는 CO2가 배출됐다. 이는 한국인 1인당 연간 CO2 배출량 13.65톤의 2배가 넘는 양이다.

## 해결방안
위에 제시된 문제들을 국가와 기업 그리고 해당 전문가들이 많은 관심을 가지고 있다. 이를 해결하기 위해서 현재 제시되고 있는 방안들은 아래와 같다.

### 수많은 중복 데이터 줄이기
AI를 만들고 가동하는 데에는 데이터가 필요하다. 이 때문에 그동안 AI 기업들은 경쟁적으로 데이터를 수집해 왔다. 데이터의 질보다 데이터양을 채우는데 몰두했다. 그만큼 수집한 데이터엔 중복 요소가 많다는 게 AI 관계자들의 설명이다. 중복 데이터 문제는 정부 데이터 구축사업에서도 나타난다. 국내 지자체 AI 관계자는 “정부의 AI 데이터 플랫폼 ‘AI허브’만 보아도 중복 데이터가 상당하다”면서 “100장 같은 1장, 1000장 같은 1장이란 소리가 심심치 않게 들린다”고 말했다. 국내 AI 기업 대표도 “AI허브에는 중복되고 부실한 데이터가 많다”면서 “물론 꼭 필요한 데이터도 있지만 10% 내외”라고 지적했다. 이어 “사실 업계에선 정부 추진 사업이 15~20%만 잘돼도 성공했다고 보기 때문에 필요한 데이터가 있는 것만으로 정부 데이터 구축사업의 성과는 있다고 볼 수 있지만, 데이터를 정리할 필요는 있지 않나 생각된다”고 덧붙였다. AI허브는 과학기술정보통신부가 주관하고 한국지능정보사회진흥원(NIA)에서 운영하는 AI 통합 플랫폼이다.

### 데이터 센터 위치
데이터 센터가 어느 지역에 있는지, 어느 시간대에 AI 훈련이 집중되는지에 따라 에너지 소비는 크게 달라질 수 있다. 가령 태양광·풍력 등 재생에너지 비중이 높은 지역, 원자력발전 비중이 높은 지역에 데이터센터가 있다면 같은 작업을 진행하더라도 온실가스 배출량이 적다. 또한 에너지 효율도 중요하다. 효율이 가장 나쁜 데이터 센터는 가장 효율이 좋은 곳의 3배나 되는 온실가스를 배출한다. 기업의 입장에서는 투자는 늘지만 수익은 줄어들 수도 있다는 점에서 고민이 없을 수 없다. 결국은 에너지 소비를 줄이는 쪽에 관심을 기울일 수밖에 없다. 경제협력개발기구(OECD) AI 소식지(지난해 4월 12일)에서는 "기계학습(ML)의 모델·하드웨어·데이터센터 등의 최적화, 데이터센터의 적절한 입지 선정을 통해 에너지 사용과 탄소 발자국을 획기적으로 낮출 수 있다"고 지적했다. 탄소 발자국은 국가나 기업, 개인의 온실가스 배출량을 말한다. 처음부터 탄소발자국을 고려한 모델 개발이나 효율적인 하드웨어 도입은 CO2 배출량을 절반 이상 줄일 수 있다는 것이다.

### 스파이킹신경망
스파이킹신경망과 평생 학습 기술은 인공지능 분야에서 에너지 효율을 증가시키고 탄소 발자국을 줄이는 혁신적인 해결책으로 주목받고 있다. 스파이킹신경망은 데이터에서 패턴을 처리하고 학습해 예측을 수행하는 방식으로 작동하는데, 10진수를 사용하고 소수점 있는 숫자의 복잡한 연산으로 인해 컴퓨팅 파워와 메모리가 많이 필요하다. 이러한 소수점 연산으로 인해 인공신경망(ANNs)은 네트워크가 커지고 복잡해짐에 따라 에너지 집약적으로 변한다. 이에 대한 대안으로 등장한 스파이킹신경망은 인간의 뇌에서 영감을 받아 개발됐다. SNNs은 뉴런 사이의 정보 전송 방식이 주요 차이점으로, 인간의 뇌처럼 간헐적인 전기 신호인 스파이크를 통해 통신한다. 이 스파이크들은 정보의 타이밍에 따라 정보를 전달하며, 0 또는 1로 표시되는 스파이크의 이분법적 특성은 뉴런의 활성화와 비활성화를 결정한다. 이러한 스파이크 신경망의 효율적인 정보 전송 방식은 AI 시스템의 에너지 소비를 크게 줄일 수 있는 잠재력을 가지고 있다. 스파이킹신경망의 개발과 적용은 AI 기술의 지속 가능한 발전을 위한 중요한 진전이 될 것으로 전문가들은 기대하고 있다. 스파이킹신경망의 에너지 효율성은 인공신경망보다 최대 280배 더 높을 수 있다. 또한, 스파이킹신경망은 뇌의 에너지 효율적 처리 방식에 더 가까운 학습 알고리즘을 사용헤 더 빠른 의사 결정을 가능하게 한다. 이러한 속성으로 인해 스파이킹신경망은 에너지 자원이 제한적인 환경에서도 활용될 수 있으며, 우주 탐사, 국방, 자율 주행 차량 등 다양한 분야에서의 응용이 기대된다. 이처럼 스파이킹신경망의 도입은 AI 분야의 지속 가능한 발전에 중요한 기여를 할 수 있으며, 향후 인공지능 기술의 새로운 패러다임을 제시할 것으로 보인다.
인공지능 기술은 빠르게 발전하면서 우리 생활 전반에 큰 영향을 미치고 있다. 하지만 이러한 기술 발전이 환경에 미치는 부정적인 영향도 간과할 수 없다. 따라서 정부, 기업, 개인이 모두 힘을 합쳐 AI 기술의 환경 보호 활용을 확대하고, 에너지 효율성 제고 등 다각도의 노력을 통해 AI 기술이 환경 보호에 기여할 수 있도록 해야 할 것이다.
특히 AI 기술의 발전과 환경 보호 간의 상호작용을 면밀히 관찰하고, 이를 바탕으로 AI 기술이 환경에 미치는 영향을 최소화하면서도 환경 보호에 기여할 수 있도록 다양한 대책을 마련해야 할 것이다. 이를 통해 AI 기술과 환경 보호가 조화롭게 발전할 수 있도록 해야 한다.